# Krobia (stacja kolejowa)
Krobia – stacja kolejowa położona na granicy miasta Krobia w województwie wielkopolskim, w powiecie gostyńskim, w gminie Krobia.

## Ruch pasażerski[1]
| Rok  | Wymiana pasażerska na dobę |
| ---- | -------------------------- |
| 2017 | 20-49                      |
| 2018 | 20-49                      |
| 2019 | 20-49                      |
| 2020 | 20-49                      |
| 2021 | 20-49                      |
| 2022 | 50-99                      |
| 2023 | 50-99                      |

## Historia
Stacja powstała z chwilą uruchomienia linii kolejowej Leszno - Krotoszyn - Ostrów Wlkp. przed 1904 r.

## Krótki opis
Budynek stacji zamknięty, w stanie dobrym. Funkcjonuje system zapowiadania pociągów; kasa biletowa nieczynna. Dla podróżnych ustawiono wiatę przy budynku stacji oraz rozkład jazdy. Część budynku dworca (piętro) przeznaczona na mieszkania. Dwa przejazdy kolejowo-drogowe kategorii "A".